# Porto Puddu
Porto Puddu (Poltu Puddu in sardo, Poltu Pullu in gallurese), italianizzata a volte in Porto Pollo, è una località costiera situata nell'omonima baia nella parte nord-orientale della Sardegna e appartenente al comune di Palau, in provincia di Sassari.
Insignita della Bandiera Blu e battuta costantemente dai venti da nordovest (Maestrale), la località è una meta storica di appassionati di vela, windsurf e kitesurf, definita dal campione statunitense Robby Naish una "palestra naturale perfetta". Nel 2016 ha ospitato la finale del campionato mondiale di kitesurf e diverse edizioni dei campionati italiani.

## Geografia fisica

Windsurf a Porto Pollo

La frazione si trova tra la foce del fiume Liscia e Palau nell'insenatura di Porto Puddu, che è divisa dall'insenatura di Porto Liscia dall'Isola dei Gabbiani o Isuledda, collegata a Porto Pollo dall'istmo dei Gabbiani.
La località è circondata da dune di sabbia alte fino a 23 metri.
La Società geologica italiana segnala la presenza di formazioni metamorfiche, nello specifico gneiss occhiadini a composizione granitica a una o due miche; altresì presenti anche migmatiti arteritiche a paleosoma prevalente.

## Storia
Secondo alcuni storici, l'insenatura di Porto Pollo potrebbe essere quella descritta da Omero nell'Odissea in cui gli uomini di Ulisse furono massacrati.
Nel portolano medievale Compasso da navegare del 1296 la località è indicata come Porto Paulo o Porto Polo.
Dagli anni 1970 Porto Puddu è stata oggetto di notevole speculazione edilizia, soprattutto nei pressi della foce del fiume Liscia e ad ovest di Porto Pozzo (Val di Erica).